# Ordine della Bandiera rossa del lavoro (Albania)
L'Ordine della Bandiera rossa del lavoro (in albanese Urdhri Flamuri i kuq i punës) è un'onorificenza dell'Albania socialista istituita nel 1965.
Tale onorificenza era conferita a cittadini, comunità, istituzioni pubbliche, gruppi di lavoro e organizzazioni sociali che si erano distinte in azioni per promuovere il socialismo reale e la difesa della nazione oltre che per grandi successi qualitativi e quantitativi in economia, trasporti, attività mineraria, agricoltura, edilizia, commercio, scienza, educazione, arte, cultura e altre attività.

## Assegnatari
- Aleks Çaçi (1916-1989), scrittore albanese
- Shefqet Ndroqi (1912-2001), medico albanese